# Кэссиди, Кэти
Кэ́трин Э́велин Ани́та (Кэ́ти) Кэ́ссиди (англ. Katherine Evelyn Anita "Katie" Cassidy; род. 25 ноября 1986, Лос-Анджелес, Калифорния, США) — американская актриса, певица и фотомодель. Свои наиболее узнаваемые роли исполнила в фильмах «Чёрное Рождество», «Монте-Карло», «Клик: с пультом по жизни», «Кошмар на улице Вязов», «Заложница» и в телесериалах «Сверхъестественное», «Остров Харпера», «Мелроуз-Плейс» и «Стрела».

## Ранние годы
Кэссиди родилась в Лос-Анджелесе в семье поп-иконы 1970-х Дэвида Кэссиди и бывшей модели Шерри Бэнэдон, оставившей карьеру, чтобы заняться воспитанием дочери — спустя 15 лет после первой встречи, так как на протяжении 70—80-х Дэвид и Шерри постоянно расставались и сходились вновь, но неизменно оставались хорошими друзьями. Девушку назвали в честь актрисы Кэтрин Хепбёрн. У актрисы есть две старшие сестры — Дженна и Джейми и младший сводный брат Бо. Кэти росла в городке Калабаса в штате Калифорния, где жила с матерью и отчимом Ричардом Бэнэдоном, работающим в команде скорой помощи. Кроме знаменитого отца, у неё есть и другие прославленные родственники. Например, театральный актёр Джек Кэссиди и его жена актриса Эвелин Уорд, а также другая бабушка, актриса театра и певица Ширли Джонс. Её дядя Шон Кэссиди — тоже прославленный актёр, писатель и певец, так же, как и его брат Райан Кэссиди.
Училась в школах Round Meadow Elementary School и A.E. Wright Middle School. С ранних лет Кэти проявляла большой интерес к шоу-бизнесу, брала уроки танцев, пения, актёрского мастерства, гимнастики и игры на пианино и гитаре. В младших классах школы Calabasas High была в группе поддержки команды California Flyers.
Однако родители запрещали девушке строить актёрскую карьеру до тех пор, пока она не окончит школу. Параллельно с учёбой она посещала курсы актёрского мастерства и играла в местном театре вплоть до успешного окончания школы в 2005 году. Кроме того, она подрабатывала моделью для коллекции Abercrombie & Fitch’s Rock & Republic в 2004 году.

## Карьера

### Актриса
После школы Кэти переехала в Лос-Анджелес, чтобы заняться актёрской карьерой. Она получила роль Зоуи в популярном ТВ-шоу «На седьмом небе», появившись в четырёх эпизодах сериала и в двух эпизодах «Секс, любовь и секреты». В 2004 году актриса появляется в клипе Эминема на его песню Just Lose It. Затем последовали небольшие роли в большом кино: «Когда звонит незнакомец», «Потеря», «Чёрное Рождество» (Кэти отправилась в Ванкувер, где проходили съёмки картины; для неё это была первая главная роль), «Клик: с пультом по жизни» — все они вышли в 2006 году.
Кроме того, Кэти снялась в нескольких сценах ремейка «Месть придурков» вместе с Адамом Броуди и Дженной Деван, но внезапно Колледж Агнесс Скотт, где проходили съёмки, запретил снимать на своей территории. В конечном итоге проект заморозили, и вскоре он был окончательно закрыт. Но эта неудача с лихвой окупилась съёмками в Париже, где Кэти принимала участие в фильме с Лиамом Нисоном и Мэгги Грейс под названием «Заложница» (вышедшем на экраны в 2008 году). В 2007 году Кэти снялась ещё в трёх картинах: «Здесь и сейчас», «Смерть в эфире» и «Walk the Talk».
Настоящая слава пришла к актрисе, когда она сыграла роль демона Руби в сериале канала The CW «Сверхъестественное» вместе с Джаредом Падалеки и Дженсеном Эклзом. Она снялась в шести эпизодах третьего сезона, вышедших в 2007 и 2008 годах. Первая реакция поклонников шоу была неоднозначной: сюжет всегда был сконцентрирован на братьях Винчестерах, и к концу сезона боссы Warner Brothers не знали, как поступить с Руби (по слухам, решающим фактором был бюджет шоу). Как бы там ни было, актрисе дали возможность выбора: уйти или остаться. К тому времени началась работа над проектом «Остров Харпера», в котором актриса очень хотела сняться, поэтому Кэти предпочла уйти. Первоначально для «Сверхъестественного» Кэти проходила прослушивание на роль воровки Бэлы Талбот. Для роли Руби ей пришлось брать уроки кикбоксинга и других боевых искусств.
Удача вновь улыбнулась Кэссиди, когда актриса получила главную женскую роль Эллы Симмс в спин-оффе культового шоу 1990-х «Мелроуз-Плейс» того же канала The CW. Однако, несмотря на увлекательный сюжет и возвращение старых героев, рейтинги первого сезона, выходившего в эфир с сентября 2009 по апрель 2010 года, оказались настолько плачевными, что сериал был закрыт.
В 2010 году снималась в первых сериях четвёртого сезона американского телесериала «Сплетница», где играла девушку одного из главных героев. С её персонажем было связано много секретов, и он был весь окутан тайной, сначала предполагалось, что это и есть таинственная сплетница. За эту роль была номинирована на премию «Лучший отрицательный персонаж» MTV Movie Awards.
В конце апреля на экраны вышел ремейк классического фильма ужасов «Кошмар на улице Вязов», премьера которого в России состоялась 6 мая 2010 года. Сейчас актриса занята в новом проекте Криса Картера, создателя легендарных «Секретных материалов», под названием «Fencewalker». Сюжет держится в строжайшем секрете, но поговаривают, что Крис Картер снимает «полубиографическую драму с элементами мистики». Работа над проектом ведётся в районе Лос-Анджелеса и в родном городе Криса Картера — Бэллфлауэре. По слухам, в фильме также занят рэпер Xzibit.
6 января 2010 года актриса появилась на 36-м вручении наград People’s Choice Awards на канале CBS и вместе со своим партнёром по фильму «Кошмар на улице Вязов» Келланом Латсом вручила награду Кэрри Андервуд как любимой кантри-певице. Снялась также в романтическом фильме 2011 года «Монте-Карло» в роли лучшей подруги главной героини в исполнении Селены Гомес.

### Певица
В 2002 году девушка привлекла внимание музыкального продюсера Джоэля Даймонда, который предложил ей выпустить песню под названием I Think I Love You («Мне кажется, я люблю тебя») для студии Artemis Records, представляющую собой кавер-версию хита её отца. Сингл появился в том же году. Работая над записью, Кэти познакомилась с Грегом Рапосо из группы Dream Street, с которым начала встречаться в 2002 году. Он посвятил ей песню We’re In Love («Мы влюблены») по случаю 16-летия Кэти. Благодаря работе со студией, в 2004 году восемнадцатилетняя девушка знакомится с певцом Джесси Маккартни, с которым встречалась вплоть до 2007 года. В январе 2006 года Кэти появилась вместе с Джесси на обложке журнала Teen People, рассказывающего о романе молодых людей. Кэти снялась в клипе на его песню She’s No You. После расставания молодые люди сохранили отличные дружеские отношения.
В песне Джесси Маккартни Tell Her поётся о Кэти. Джесси Маккартни говорил, что и его хит Bleeding Love был также посвящён Кэти.

## Личная жизнь
В ноябре 2007 года, за неделю до своего двадцать первого дня рождения, Кэти арестовали в городе Таскон, штат Аризона, за нарушение некоторых правил. Сообщалось, что актриса представилась именем Тейлор Куин Коул, также соврав о своём возрасте. В суде она отвечала за дачу ложных показаний и незначительные дорожные правонарушения.
В 2009—2012 годах Кэссиди встречалась с хоккеистом Джарретом Столлом из команды Los Angeles Kings.
В 2016 году начала встречаться с Мэттью Роджерсом; в июне 2017 года пара объявила о помолвке. 8 декабря 2018 года они поженились. 8 января 2020 года Кэссиди подала на развод.

## Фильмография
| Год       |    | Русское название                | Оригинальное название     | Роль                                          |
| --------- | -- | ------------------------------- | ------------------------- | --------------------------------------------- |
| 2003      | с  | Женская бригада                 | The Division              | Молодая СиДи                                  |
| 2005      | с  | Внимание, внимание!             | Listen Up                 | Ребекка                                       |
| 2005      | с  | На седьмом небе                 | 7th Heaven                | Зоуи                                          |
| 2005      | с  | Секс, Любовь и Секреты          | Sex, Love & Secrets       | Габриэлль                                     |
| 2006      | ф  | Когда звонит незнакомец         | When a Stranger Calls     | Тиффани                                       |
| 2006      | ф  | Потерянные                      | The Lost                  | Ди Ди                                         |
| 2006      | ф  | Клик: С пультом по жизни        | Click                     | Саманта Ньюман (в 27 лет)                     |
| 2006      | ф  | Чёрное Рождество                | Black Christmas           | Келли Пресли                                  |
| 2007      | ф  | Здесь и сейчас                  | Spin                      | Эппл                                          |
| 2007      | ф  | Смерть в эфире                  | Live!                     | Джуэл                                         |
| 2007—2008 | с  | Сверхъестественное              | Supernatural              | Руби / Лилит                                  |
| 2007      | ф  | Открытый разговор               | Walk The Talk             | Джесси                                        |
| 2008      | ф  | Заложница                       | Taken                     | Аманда                                        |
| 2009      | с  | Остров Харпера                  | Harper’s Island           | Триш Веллингтон                               |
| 2009      | с  | Мелроуз-Плейс                   | Melrose Place             | Элла Симмс                                    |
| 2010—2012 | с  | Сплетница                       | Gossip Girl               | Джульет Шарп                                  |
| 2010      | ф  | Кошмар на улице Вязов           | A Nightmare on Elm Street | Крис Фоулс                                    |
| 2011      | тф | Джорджтаун                      | Georgetown                | Никки Арго                                    |
| 2011      | ф  | Монте-Карло                     | Monte Carlo               | Эмма Перкинс                                  |
| 2011      | с  | Новенькая                       | New Girl                  | Брук                                          |
| 2012—2020 | с  | Стрела                          | Arrow                     | Лорел Лэнс / Чёрная канарейка / Чёрная сирена |
| 2013      | ф  | Убей ради меня                  | Kill for Me               | Аманда                                        |
| 2014      | ф  | Писака                          | The Scribbler             | Зуки                                          |
| 2015—2016 | с  | Флэш                            | The Flash                 | Лорел Лэнс / Чёрная канарейка                 |
| 2016—2017 | с  | Легенды завтрашнего дня         | DC's Legends ofTomorrow   | Лорел Лэнс / Чёрная канарейка                 |
| 2016      | ф  | Волки у двери                   | Wolves at the Door        | Шарон                                         |
| 2018      | ф  | Высшая награда                  | Grace                     | Дон Уолш                                      |
| 2018      | ф  | Кавер-версии                    | Cover Versions            | Джеки                                         |
| 2021      | ф  | Я люблю нас                     | I Love Us                 | Лаура Фентон                                  |
| 2022      | ф  | Игра агентов                    | Agent Game                | Миллер                                        |
| 2023      | ф  | Королевская любовь на Рождество | A Royal Christmas Crush   | Ава Дженсен                                   |